# Pomník osvoboditelům Tukums
Pomník osvoboditelům Tukums, lotyšsky Piemineklis Tukuma atbrīvotājiem nebo Artas Dumpes piemineklis Tukumā, je kovová plastika. Nachází se na kopci Mālkalns ve městě Tukums v kraji Tukums v Kurzeme v Lotyšsku.

## Historie a popis díla
Autorem díla vytvořeného v duchu socialistického realismu je lotyšská sochařka Arta Dumpe (*1933). Plastika je vytvořena z tvarovaných svařovaných plechů, vyztužena a umístěna na masivním betonovém sloupu. Symbolicky znázorňuje matku, která má po obou stranách syny. Celek také symbolicky připomíná strom. Dílo vzniklo v roce 1975 ke 30. výročí vítězství Sovětského svazu ve druhé světové válce, respektive ke 30. výročí osvobození (okupace) Lotyšska. Významově lze dílo také pochopit jako matku vysílající své syny do války a nebo jako matku snažící se usmířit své syny křeří bojují na vzájem opačných stranách války.